# Легковой автомобиль
Легково́й автомоби́ль (жарг. легковушка) — автомобиль, предназначенный для перевозки небольшого количества людей. От автобуса или микроавтобуса легковой автомобиль отличается меньшей вместимостью — от 1 до 8 человек, водителя, а также разрешённой максимальной массой, которая не может превышать 3500 кг. Первый легковой автомобиль был создан в 1885 году.

## Классификация легковых автомобилей
Классификация легковых автомобилей как транспортных средств, так и внутри этого класса, сама по себе является достаточно условной: некоторые автомобили могут являться «переходными» между классами, а то и по всем признакам относиться к двум и более классам одновременно.
Например, автомобиль ГАЗ-2217 «Баргузин» является минивэном, то есть легковым автомобилем, а соплатформенный ГАЗ-3221 — микроавтобусом. Родоначальник семейства, автомобиль «ГАЗель» ГАЗ-2705 является лёгким грузовиком, но для управления им достаточно водительских прав категории B.
К тому же одна и та же модель легкового автомобиля может со временем перерасти в другой класс. Например, автомобили BMW 3-ей серии, дебютировавшие как весьма компактные автомобили класса B (см. ниже), к настоящему времени «выросли» в полноразмерный класс C, а их изначальную нишу заняли автомобили BMW 1-й серии. На базе автомобилей BMW 5-серии были созданы кроссоверы BMW X5, к настоящему времени также ставшие полноразмерными — длина последнего поколения достигла 5 метров.
Кроме того, классификация автомобилей сильно зависит от особенностей законодательства страны. Так, например, в России полная масса легкового автомобиля не может быть более 3500 кг, а в США — не более 8600 фунтов (3904 кг); в ФРГ легковой автомобиль с кузовом «универсал» или «хетчбэк», при условии демонтажа задних сидений и ремней безопасности и закрашивания задних боковых стёкол может быть зарегистрирован как грузовик. В США долгое время все автомобили- внедорожники считались грузовиками («truck»), независимо от массы и размера; таможенные правила РФ требуют, что ввозимый автомобиль с максимальным разрешённой массой до 3500 кг регистрировался, как грузовик — если масса полезного груза превышает массу пассажиров и водителя (75 кг на одно место), и легковой — если масса водителя и пассажиров превышает допустимую массу полезного груза; и т. п. Таким образом, классификация автомобилей скорее определяется законодательством страны нахождения автомобиля, чем его производителем.

### По месту производства
В скобках указан выпуск автомобилей в 2004 году (млн. шт.):
- Легковые автомобили американского производства (18,8)
- Легковые автомобили европейского производства (20,83)
  - Легковые автомобили производства России (1,1)
- Легковые автомобили производства Азии и Океании (24,1)
- Легковые автомобили австралийского производства (0,39)
- Легковые автомобили производства Африки (0,42)

### По размеру
| Классификация легковых автомобилей по размеру |                          |                           |         |                     | |
| США                                           | Великобритания           | РФ                        | Сегмент | Euro NCAP 1997-2009 | Примеры                                                                                                 |
| Microcar                                      | Microcar, Bubble car     | Мотоколяска               | A-класс | Supermini           | Isetta, Smart Fortwo                                                                                    |
| Subcompact car                                | City car                 | Городской автомобиль      | A-класс | Supermini           | Chevrolet Spark, Volkswagen up!, Ford Ka, Peugeot 107, Opel Agila, Kia Picanto, Fiat 500, Suzuki Alto   |
| Subcompact car                                | Supermini                | Малый класс               | B-класс | Supermini           | Volkswagen Polo, Ford Fiesta, Peugeot 208, Opel Corsa, Citroën DS3, Kia Rio                             |
| Compact car                                   | Small family car         | Гольф-класс Малый средний | C-класс | Small family car    | Volkswagen Golf, Ford Focus, Peugeot 308, Opel Astra, Hyundai Elantra, Honda Civic, BMW 1               |
| Mid-size car                                  | Large family car         | Средний класс             | D-класс | Large family car    | Volkswagen Passat, Ford Mondeo, Peugeot 508, Opel Insignia, Hyundai Sonata, Honda Inspire, Honda Accord |
| Entry-level luxury car                        | Compact executive car    | Средний класс             | D-класс | Large family car    | Audi A4, BMW 3, Mercedes-Benz C-класс, Волга 31105                                                      |
| Full-size car                                 | Executive car            | Полноразмерный а/м        | E-класс | Executive car       | Ford Crown Victoria, Chevrolet Impala, Holden Commodore                                                 |
| Mid-size luxury car                           | Executive car            | Бизнес-класс              | E-класс | Executive car       | Audi A6, BMW 5, Mercedes-Benz E-класс                                                                   |
| Full-size luxury car                          | Luxury car               | Представительский класс   | F-класс | —                   | Audi A8, BMW 7, Mercedes-Benz S-класс                                                                   |
| Sports car                                    | Sports car               | Спорткар                  | S-класс | —                   | Chevrolet Corvette, Porsche 911                                                                         |
| Grand tourer                                  | Grand tourer             | Гран туризмо              | S-класс | —                   | Jaguar XK, Maserati GranTurismo                                                                         |
| Supercar                                      | Supercar                 | Суперкар                  | S-класс | —                   | Bugatti Veyron, Pagani Zonda                                                                            |
| Convertible                                   | Convertible              | Кабриолет                 | S-класс | —                   | Mercedes-Benz CLK-класс, Volvo C70, Volkswagen Eos                                                      |
| Roadster                                      | Roadster                 | Родстер                   | S-класс | Roadster sports     | Audi TT, BMW Z4, Porsche Boxster                                                                        |
| —                                             | Leisure activity vehicle | —                         | M-класс | Small MPV           | Peugeot Partner, Škoda Roomster                                                                         |
| —                                             | Mini MPV                 | Микровэн                  | M-класс | Small MPV           | Ford B-Max, Opel Meriva, Honda Fit                                                                      |
| Compact minivan                               | Compact MPV, Midi MPV    | Компактвэн                | M-класс | Small MPV           | Ford C-Max, Opel Zafira, Volkswagen Touran, Renault Scenic                                              |
| Minivan                                       | Large MPV                | Минивэн                   | M-класс | Large MPV           | Ford Galaxy, SEAT Alhambra, Chrysler Town & Country, Mazda5                                             |
| Mini SUV                                      | Mini 4×4                 | —                         | J-класс | Small Off-Road 4×4  | Daihatsu Terios, Mitsubishi Pajero iO, Suzuki Jimny                                                     |
| Compact SUV                                   | Compact 4×4              | Компактный кроссовер      | J-класс | Small Off-Road 4×4  | Jeep Liberty, Honda CR-V, Kia Sportage, Toyota RAV4                                                     |
| —                                             | Coupe SUV                | Внедорожное купе          | J-класс | —                   | Isuzu VehiCROSS, BMW X6                                                                                 |
| Mid-size SUV                                  | Large 4×4                | Средний внедорожник       | J-класс | Large Off-Road 4×4  | BMW X5, Jeep Grand Cherokee, Volkswagen Touareg                                                         |
| Full-size SUV                                 | Large 4×4                | Тяжёлый внедорожник       | J-класс | Large Off-Road 4×4  | Cadillac Escalade, Chevrolet Suburban, Range Rover, SsangYong Rexton, Toyota Land Cruiser               |
| Мини-пикап                                    | Пикап                    | Пикап                     | -       | Pick-up             | Chevrolet Montana, Fiat Strada, Volkswagen Saveiro                                                      |
| Среднеразмерный пикап                         | Пикап                    | Пикап                     | -       | Pick-up             | Chevrolet Colorado, Ford Ranger, Mitsubishi Triton/L200, Nissan Navara                                  |
| Полноразмерный пикап                          | Пикап                    | Пикап                     | -       | Pick-up             | Dodge Ram, Ford F-150, GMC Sierra, Nissan Titan, Toyota Tundra                                          |
| Пикап-гигант                                  | Пикап                    | Пикап                     | -       | Pick-up             | Chevrolet Silverado, Ford Super Duty, Ram Heavy Duty                                                    |

1. ↑  Рейтинг самых продаваемых автомобилей 2023 года в России. Дата обращения: 27 октября 2023. Архивировано 27 октября 2023 года.
2. ↑  Group, Mercedes-Benz. Benz Patent Motor Car: The first automobile (1885–1886) (англ.). Mercedes-Benz Group. Дата обращения: 26 мая 2024. Архивировано 22 мая 2024 года.
3. ↑  Классификация Европейской Комиссии

### По объёму двигателя
По отраслевой нормали ОН 025270-66, издания 1966 года, и ныне являющейся лишь исторической, и ранее применяемой в России и на Украине, легковые автомобили делятся на классы в зависимости от объёма двигателя, и класс определяет первую цифру номера модели:
| Класс       | Первые цифры номера | Объём двигателя, л | Автомобили   |
| ----------- | ------------------- | ------------------ | ------------ |
| особо малый | 11                  | до 1,1             | ВАЗ-1111 Ока |
| малый       | 21                  | 1,1-1,8            | Москвич-403  |
| средний     | 31                  | 1,8-3,5            | ГАЗ-М-20     |
| большой     | 41                  | свыше 3,5          | ГАЗ-13       |

### По классу
| Класс                                        | Тип кузова, размеры | Дополнительная информация | Разумное применение                                                                     | Автомобиль            |
| -------------------------------------------- | --- | --- | --------------------------------------------------------------------------------------- | --------------------- |
| A                                            | 3-дверный и 5-дверный хетчбэк. Маленькие габариты — длина — не более 3600, ширина — не более 1520                                                                    | Динамические и ходовые качества посредственные. Комфортен для двух человек и небольшого багажа. | В черте города, как второй автомобиль в семье                                           | Rover Mini            |
| B                                            | 3- и 5-дверные хетчбэки, реже седаны, длина 3500—3900, ширина 1520—1630                                                                                              | Малогабаритный автомобиль особого класса. Комфортен для поездок четырёх человек или путешествия двух человек с солидным багажом. | Личный автомобиль или автомобиль для небольшой семьи (городские поездки и пригородные). | Skoda Felicia         |
| С                                            | Хетчбэк, седан, универсал или УПВ. Длина 3,9 — 4,4 м. Ширина 1,6 — 1,75 м                                                                                            | Универсальные, относительно компактные и одновременно вместительные автомобили. Динамические и скоростные качества варьируются в широких пределах. Комфортен и для поездок и для путешествий. | Семейный автомобиль                                                                     | VW Golf               |
| D                                            | Хетчбэк, седан, универсал и универсалы повышенной вместимости. Длина 4,4 — 4,7 м. Ширина 1,7 — 1,8 м                                                                 | Обычная группа — модели массового спроса умеренной стоимости (Opel Vectra, Peugeot-406, Ford Mondeo, Toyota Avensis, Nissan Primera, Volkswagen Passat). Премиум-группа — дорогие и хорошо укомплектованные (Audi A4, Alfa Romeo 156, BMW 3-й серии, Mercedes-Benz C).                                                   | Личный престижный автомобиль, комфортный и престижный — для семьи                       | Audi A4               |
| Е                                            | Седаны и универсалы. Длина более 4,6 м. Ширина более 1,7 м | Обычная группа — Opel Omega, Toyota Camry. Премиум-группа — Audi A6, BMW 5-й серии, Mercedes-Benz E класса, Jaquar S-type, Volvo S80/V70, Saab 9-5 | Бизнес-класс, комфортный и престижный — для семьи                                       | Mercedes Benz E-class |
| F                                            | Седаны, лимузины. Длина более 4,6 м. Ширина более 1,7 м | В основном дорогие автомобили представительского характера, практически не приобретаемые физическими лицами ни в Европе, ни в России. Уровень комфорта и вместимость — по высшему классу — Audi A8, BMW серии 7, Mercedes-Benz S класса, Jaguar XJ8 и Lexus LS460                                                        | Представительский автомобиль.                                                           | Audi A8               |
| Минивэны и автомобили повышенной вместимости | Хетчбэк, седан, универсал или УПВ | Вместимость этих моделей в трёхрядном исполнении — от 6 до 8 мест, а минивэнов — до 9 мест, включая водителя. К обычным УПВ можно отнести Citroen Evasion, Mazda MPV, Renault Espace, SEAT Alhambra и Volkswagen Sharan. К минивэнам — Ford Windstar, Hyundai H-1, Mitsubishi Space Gear и Volkswagen Caravelle/Multivan | В случае демонтажа задних сидений могут использоваться для грузопассажирских перевозок. | Volkswagen Sharan     |
| Внедорожники                                 | 3- или 5-дверные универсалы, реже со съёмным мягким верхом. Вместимость — от 4 до 9 мест. Назначение — вполне универсальное, хотя может быть и весьма специфическим. | Подразделяются на 3 группы: малые (типа Suzuki Jimny или Daihatsu Terios), средние (например, как Honda CR-V) и большие (типа Chevrolet Tahoe или Jeep Grand Cherokee). | Для местности с тяжёлой проходимостью                                                   | УАЗ-469               |
| Купе                                         | Купе вместимостью 2 или 4 мест | Alfa Romeo GTV, Audi TT Coupe, BMW Coupe 3 серии, FIAT Coupe, Ford Cougar, Honda Prelude, Mercedes-Benz CLK, а также Porsche 911 и Jaguar XK8 Coupe | Автомобиль слишком чувствителен для российских дорог                                    | Audi TT               |
| С открытым кузовом                           | Кабриолеты, родстеры и спайдеры | Имеют автоматически поднимаемый и устанавливаемый верх или трансформируемую жёсткую крышу — Audi A4 Cabriolet, Audi TT Cabriolet, Mercedes-Benz SLK | Летом на природе                                                                        | Mercedes-Benz SLK     |

### По назначению
В настоящих реалиях можно также классифицировать легковые автомобили по назначению.
- «пассажирские легковые» — предназначены для перевозки пассажиров и/или небольшого количества груза по дорогам с усовершенствованным покрытием. Повышенной проходимостью не обладают (даже при наличии полного привода), съезд с дороги или преодоление небольшого брода может осуществляться исключительно «на страх и риск» водителя.
  - Подклассом «пассажирских легковых» являются «спортивные автомобили». Эти автомобили не являются автомобилями, предназначенными для гонок, но призваны доставлять повышенное удовольствие от управления своему владельцу. Диапазон «спортивных» решений может начинаться от установки Производителем «спортивного обвеса» на рядовую модель (например, Chevrolet Lacetti WTCC, Opel Vectra OPC-line), и заканчивая выпуском высокодинамичных моделей (Honda NSX,Chevrolet Corvette, Lamborgini Murcelado…)
- «внедорожники» — этот класс автомобилей может эксплуатироваться в условиях настоящего бездорожья и конструктивно к этому приспособлен.
- популярный ныне класс «кроссоверов» (они же «паркетники», SUV) — является промежуточным между пассажирскими и внедорожниками. Такие автомобили обладают проходимостью, повышенной относительно «пассажирских легковых», но не обладают полным комплектом внедорожных качеств и не позволяют преодолевать серьёзное бездорожье.
- «коммерческие» легковые автомобили (лёгкий коммерческий автомобиль, LCV; также минивэны) часто созданы на базе «пассажирских легковых», но при этом предназначены в основном для перевозки мелких партий грузов в интересах бизнеса, и не только. Интересно, что существует тенденция «возврата» к функции пассажирского автомобиля: например, на базе популярной Opel Corsa создан грузовой фургон Opel Combo, в котором за спинками передних сидений организован объём около 3 м³ для грузов, и тут же предлагается Opel Combo Tour, где в просторном, ранее грузовом, отсеке установлены пассажирские сидения. От чисто «легкового пассажирского» прародителя такой автомобиль (как и многие конкуренты) отличается значительно более просторным салоном и высоким потолком.

### Классификация прочих легковых автомобилей
- G1 — купе
- G2 — купе премиум
- H1 — кабриолеты и родстеры
- H2 — кабриолеты и родстеры премиум
- I — универсалы повышенной проходимости
- K1 — лёгкие внедорожники
- K2 — средние внедорожники
- K3 — тяжёлые внедорожники
- K4 — пикапы
- L — минивэны
- M — малые коммерческие

#### Основные особенности прочих классов
Автомобили класса «купе» (G1) занимают особую нишу как в России, так и в Западной Европе. В отличие от классов «В», «С», «D», «E» здесь нет чёткого деления на лидеров и аутсайдеров. Класс автомобилей с кузовом купе вместимостью 4, 2+2 и тем более 2 места характеризуется понятной непрактичностью и поэтому в Европе спрос на них не превышает 1—2 % продаж. Кроме ограниченной вместимости, в российских условиях автомобили этого типа обладают рядом негативных особенностей: низкая посадка, жёсткая подвеска на сверхнизкопрофильных шинах передают на кузов и сиденье каждый стык дорожного полотна и небольшую ямку. Поэтому большинство аргументов против приобретения такого автомобиля.
Купе премиум (G2) — автомобили для тех, кто, несмотря на своё исключительное положение, предпочитает обходиться без водителя.
Класс «кабриолеты, родстеры и спайдеры» (H1, H2) — это штучный товар. По-настоящему жарких месяцев в России немного (с мая по август—сентябрь), а улицы с мылом не моют, как это делают на Западе. Прокатившись в такой игрушке, можно перепачкаться так, что в следующий раз поедешь уже с поднятым верхом. Кабриолеты и родстеры премиум-класса (H2) «обитают» в основном на дорогих курортах, но иногда встречаются и у нас.
Класс Универсал — потому что по-настоящему универсален. Машина с этим кузовом может возить пассажиров, пассажиров с грузом или только груз. Грузом может быть холодильник, телевизор или шкаф, а может собака или детская коляска. Всё зависит только от того, как вы используете автомобиль. Класс универсалов повышенной проходимости (I) можно охарактеризовать так: кузов универсала, полный привод
, защитный пластиковый «обвес», увеличенный клиренс.
Класс так называемых внедорожников (класс K) очень популярен в США, но в Европе спрос на такие машины невысок — около 3 % продаж. Прочная подвеска и повышенная проходимость внедорожника — весьма ценные качества в российских дорожных условиях, особенно в зимнее время года. Кузова — 3- или 5-дверные универсалы, реже со съёмным мягким верхом, который не годится для российского климата севернее Сочи. Вместимость — от 4 до 9 мест.
Внедорожники подразделяются на размерные подгруппы, из которых можно выделить по меньшей мере три ступени: малые класс K1 (типа Suzuki Jimny или Daihatsu Terios), средние класс K2 (например, как Honda CR-V) и большие класс K3 (типа Chevrolet Tahoe или Jeep Grand Cherokee). Фактически эти машины разных классов и типов, собранные под одним названием. Кроме этого, есть деление на быстроходные модели для езды по хорошим дорогам (например, Lexus RX 300 или BMW X5) и настоящие «работяги» по любой местности (Mercedes-Benz G-Класса или Nissan Patrol GR).
Класс пикапы (класс K4) — машины с явным делением на функциональные зоны. Передняя часть у неё от легковой машины, задняя обычно выполняется в виде платформы. Кабина машины может быть выполнена с одним или двумя рядами сидений, с двумя или четырьмя дверьми. Платформа обычно имеет откидной задний борт. Выполняется гораздо прочнее остальных машин в модельной гамме в связи с эксплуатацией в тяжёлых условиях.
Расцвет класса пикапов необходимо связать с американским стилем жизни и большим количеством людей, проживающих в собственных домах, в котором даже грузовая машина может стать главной звездой выставки. Там, за океаном, появляются пикапы с двигателем от Dodge Viper или на 26-дюймовых колёсах. Наиболее ярким представителем «американской мечты о пикапе» является серийно выпускавшийся Chevrolet SSR — Luxury Pickup. Во всем остальном мире пикап — это неприхотливая машинка для тяжёлой каждодневной работы.
Класс минивэнов (L) довольно обширен в США и пользуется растущей популярностью в Европе. Однако в России таких машин пока мало. Предназначены в основном для больших семей, а также могут использоваться для путешествий, в качестве офисных развозных машин и др. Вместимость этих моделей в трёхрядном исполнении — от 6 до 8 мест, а минивэнов — до 9 мест, включая водителя. В случае демонтажа задних сидений могут использоваться для грузопассажирских перевозок. По своим ходовым и скоростным качествам близки к обычным легковым универсалам. Минивэны, как правило, унифицированные по кузову и шасси с грузопассажирскими лёгкими грузовиками, отличаются большей вместимостью, имеют сдвижные двери и внушительную высоту.
Малые коммерческие автомобили класса M или «Каблук». На некоторых автомобилях этого класса можно возить только ящики, а другие вполне подойдут на роль семейного автомобиля на все случаи жизни.